# Charles Burnell

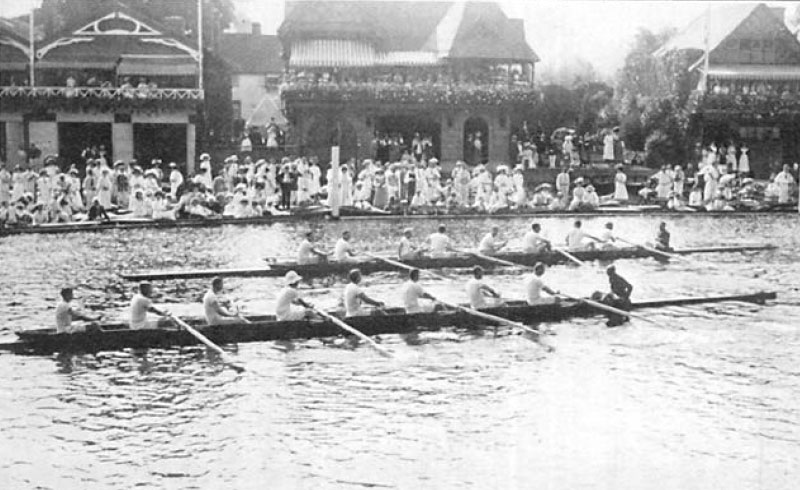
Selecció britànica als Jocs Olímpics d'estiu de 1908 on guanyà la medalla d'or.

Charles Desborough Burnell OBE, DSO (Beckenham, Londres, 13 de gener de 1876 – Blewbury, Oxfordshire, 3 d'octubre de 1969) va ser un remer anglès que va competir a començaments del segle xx.
Nascut a Beckenham, aleshores part de Kent, estudià a l'Eton College i al Magdalen College de la Universitat d'Oxford. Va formar part de les tripulacions de rem d'Oxford que guanyà la regata Oxford-Cambridge de 1895, 1896, 1897 i 1898. Fou membre del Leander Club i membre de la seva tripulació que guanyà quatre edicions consecutives, entre 1898 i 1901, de la Grand Challenge Cup de la Henley Royal Regatta. També guanyà tres vegades la Stewards' Challenge Cup a Henley. El 1908 disputà els Jocs Olímpics de Londres, on guanyà la medalla d'or en la prova del vuit amb timoner del programa de rem.
Durant la Primera Guerra Mundial va servir com a tinent coronel amb la London Rifle Brigade i el 1918 fou distingit amb l'Orde del Servei Distingit. En finalitzar la guerra entrà a treballar a l'empresa familiar com a broker. Va ser President del Consell del Districte Rural de Wokingham durant 35 anys. El 1954 va ser guardonat amb l'Ordre de l'Imperi Britànic per al servei públic, a Berkshire.
El 1903 es casà amb Jessie Backhouse Hulke. De la unió nasqueren quatre fills, i un d'ells, Dickie Burnell, també fou remer i medallista olímpic, ja que el 1948 guanyà l'or en doble scull als Jocs de Londres.
Morí a Blewbury, Oxfordshire, l'octubre de 1969.